# Sant Gregori
Sant Gregori – gmina w Hiszpanii, w prowincji Girona, w Katalonii, o powierzchni 48,99 km². W 2011 roku gmina liczyła 3343 mieszkańców.